# Sixty Watt Shaman
A Sixty Watt Shaman amerikai rock/metal együttes.

## Története
1996-ban alakultak. A zenekar Maryland államból származik. Nevük utalás Jim Morrisonra és Jimi Hendrixre: Jim Morrisont a sajtó "elektromos sámánnak" nevezte, a "hatvan watt" pedig Jimi Hendrix erősítőjére utal. Három nagylemezt, két válogatáslemezt és egy EP-t adtak ki.
Eredetileg "Supercreep" volt a nevük. Hatással volt rájuk a Clutch és a The Obsessed, de a nagy klasszikusok (Led Zeppelin, Black Sabbath) is.

## Tagok
- Daniel Soren - ének, gitár
- John Koutsioukis - basszusgitár
- Sandy Hinden - dob

## Korábbi tagok
- Joe Selby - gitár
- Minnesota Pete Campbell - dob
- Kenny Wagner - dob
- Todd Ingram - gitár
- Reverend Jim - basszusgitár, vokál
- Chuck Dukeheart - dob
- Jim Forrester - basszusgitár (2017-ben elhunyt) [2]

## Diszkográfia
- Ultra Electric (1998)
- Seed of Decades (2000)
- Reason to Live (2002)

## Egyéb kiadványok
- Welcome to MeteorCity (válogatás, 1998)
- In the Groove (válogatás, 1999)
- Sixty Watt Shaman / Spirit Caravan split lemez